# Bodotriinae
Bodotriinae is een van de drie onderfamilies van kleine Zeekomma's die behoort tot de familie van de Bodotriidae .

## Anatomie
Bodotriinae zijn zeekomma's die, zoals de andere leden van de familie, geen vrij telson bezitten. Het is vergroeid met het laatste pleon segment en vormt alsdusdanig een pleotelson. De mannetjes bezitten vijf paar zwempootjes (pleopoden). Bij vrouwtjes is de tweede antenne sterk gereduceerd en veel kleiner dan de eerste antenne. De derde maxillipede bezit altijd een exopodiet (buitenste vertakking). Exopodieten zijn er enkel op het eerste paar pereopoden. De endopodiet (binnenste tak) van de uropode bestaat uit één of twee segmentjes.

## In België
Vier soorten uit de Bodotriinae komen voor in het Belgische deel van de Noordzee: Bodotria arenosa, B. pulchella, B. scorpioides en Iphinoe trispinosa

## Systematiek
De Bodotriinae is een vrij grote onderfamilie bevat 15 genera (geslachten) en 279 soorten:
- Alticuma Day, 1978
- Apocuma Jones, 1973
- Atlantocuma Bacescu & Muradian, 1974
- Austrocuma Day, 1978
- Bacescuma Petrescu, 1998
- Bodotria Goodsir, 1843
- Cyclaspis Sars, 1865
- Cyclaspoides Bonnier, 1896
- Eocuma Marcusen, 1894
- Iphinoe Bate, 1856
- Mossambicuma Day, 1978
- Pseudocyclaspis Edwards, 1984
- Stephanomma Sars, 1871
- Upselaspis Jones, 1955
- Zygosiphon Calman, 1907